# Bresaola

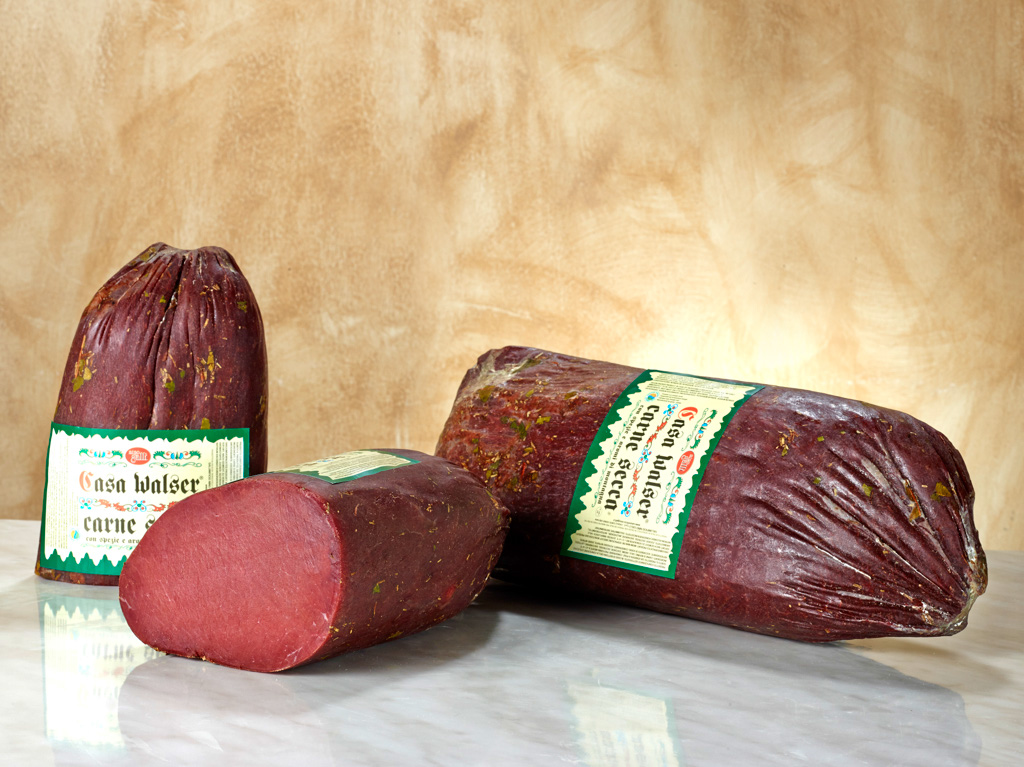
Bresaola della Valtellina (DOP/IGP)

Bresaola (pronúncia [breˈzaːola]) é um tipo de carne seca ao ar livre, feito normalmente com carne bovina (mas que também pode utilizar carne de cavalo, carne de caça e carne de porco), que foi envelhecida por dois ou três meses até se tornar rígido e adquirir um vermelho-escuro, quase roxo. A bresaola é feita a partir de cortes da parte traseira do boi, sendo magra e macia, com odor característico. A bresaola originou-se em Valtellina, um vale nos Alpes da região da Lombardia, norte da Itália.
A palavra vem do diminutivo da palavra lombarda bresada (assada).

## Modo de produção
Um processo rigoroso de aparagem é essencial para dar o sabor característico. As partes de carne bovina são totalmente desengorduradas e temperadas esfregando-se sal grosso e especiarias, como bagas de zimbro, canela e noz moscada. Eles são, então, deixados para curar por alguns dias. Um período de secagem entre um e três meses seguintes, dependendo do peso do particular bresaola. A carne perde até 40% do seu peso original durante o envelhecimento.
Em Valtellina, um processo similar é aplicado a pedaços menores de carne. Isso produz um produto de sabor mais forte, slinzega, que é semelhante ao biltong sul-africano. Tradicionalmente, a carne de cavalo era usado para slinzega, mas agora outros tipos de carnes, como a carne de caça e a carne de porco também são utilizados.

## Modo de servir
Como antepasto, a bresaola é geralmente cortada bem fina e servida em temperatura ambiente ou ligeiramente refrigerada. Ela é mais comumente consumido sozinha, mas pode ser regada com azeite e suco de limão ou vinagre balsâmico, e é servido com salada de rúcula, pimenta preta e queijo parmesão recém-ralado. A bresaola às vezes é confundida com o carpaccio, que é feito de fatias finas de carne crua — os outros ingredientes são os mesmos. As fatias de bresaola devem ser guardadas bem embrulhadas em um refrigerador.

## Produtos similares
A bresaola produzida em Valtellina é agora um produto com indicação geográfica protegida (IGP) no âmbito da Regulamento 2081/92 da União Europeia. Desde esta designação, a carne seca feita fora Valtellina pode utilizar um nome genérico, como viande séchée ou "carne de presunto". Existem produtos tradicionais de várias outras áreas com semelhanças à bresaola:
- Carne de sol: na Região Nordeste do Brasil;
- Charque: na Região Sul do Brasil;
- Nagelhout: no leste da Holanda;
- Pastırma: na Turquia, Oriente Médio, Cáucaso e nos Bálcãs;
- Pemmican (Pemmikan): da América do Norte;
- Carpaccio de buey: da Itália - é uma variante fresca (não preservada) popularizada como aperitivo, a partir da década de 1950.